# Lesegri
Lesegri (del ruso: 'Лесегри') es nombre colectivo de tres artistas soviéticos de sellos postales, postales y etiquetas filumenistas a saber Boris Lebedev, Leonard Sergeyev y Mark Greenberg, que trabajaban en la unión creativa desde 1957.

## Creación de sellos
Las series de estampillas de la URSS (Catálogo de la FAC #2513, 2671-2674, 2753, 2947, 2968-2970, 3055, 3089, 3091-3095, 3110-3112, 3115, 3122, con 3441, 3492, 3654-3660 y otras) fueron desarrolladas por Lesegri.

Selección de estampillas de la Unión de Repúblicas Socialistas Soviéticas diseñadas por Lesegri
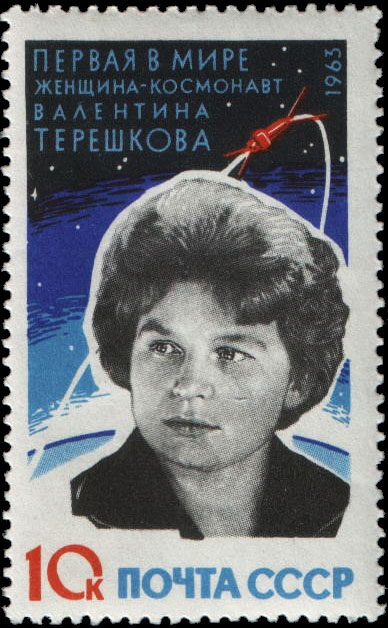
V. Tereshkova (1963, Michel #2784C)
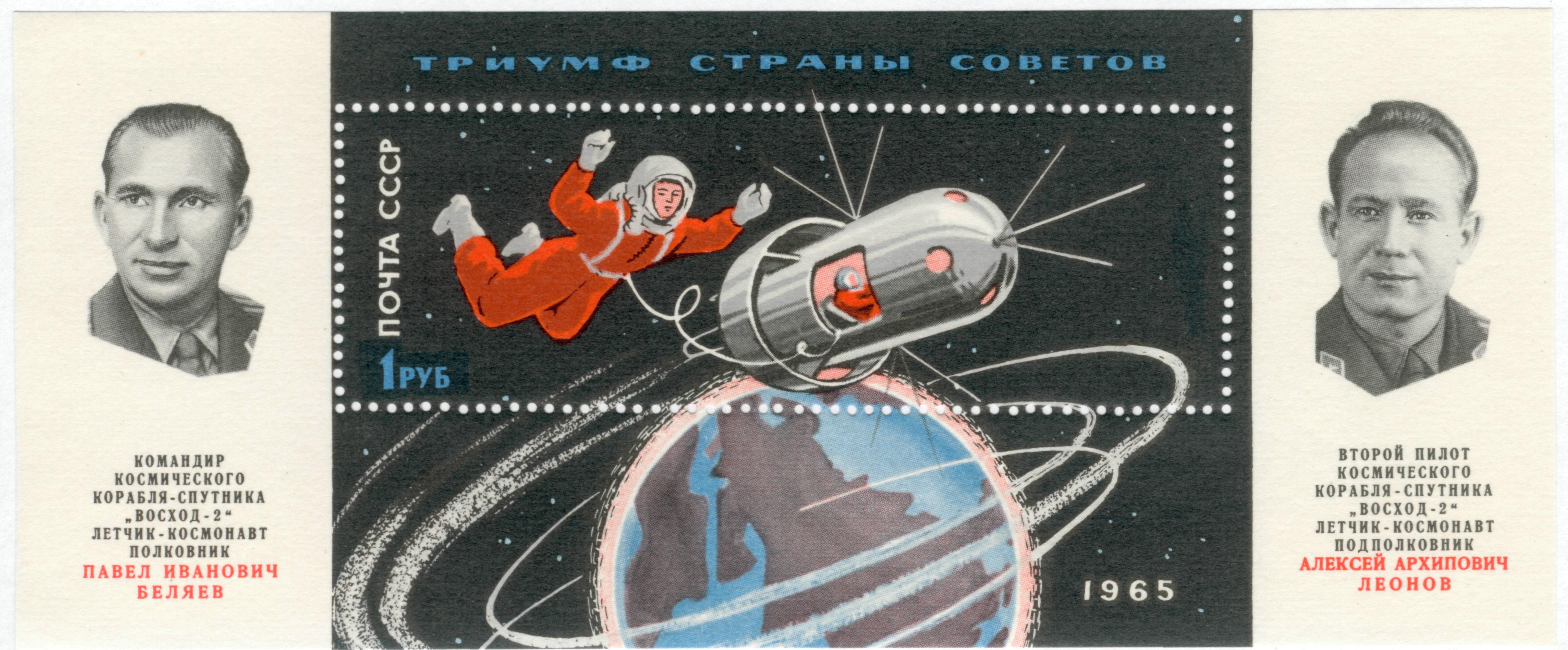
Hoja bloque El Triunfo de la Unión soviética, Vosjod 2 (1965, Michel Block38 (#3041))
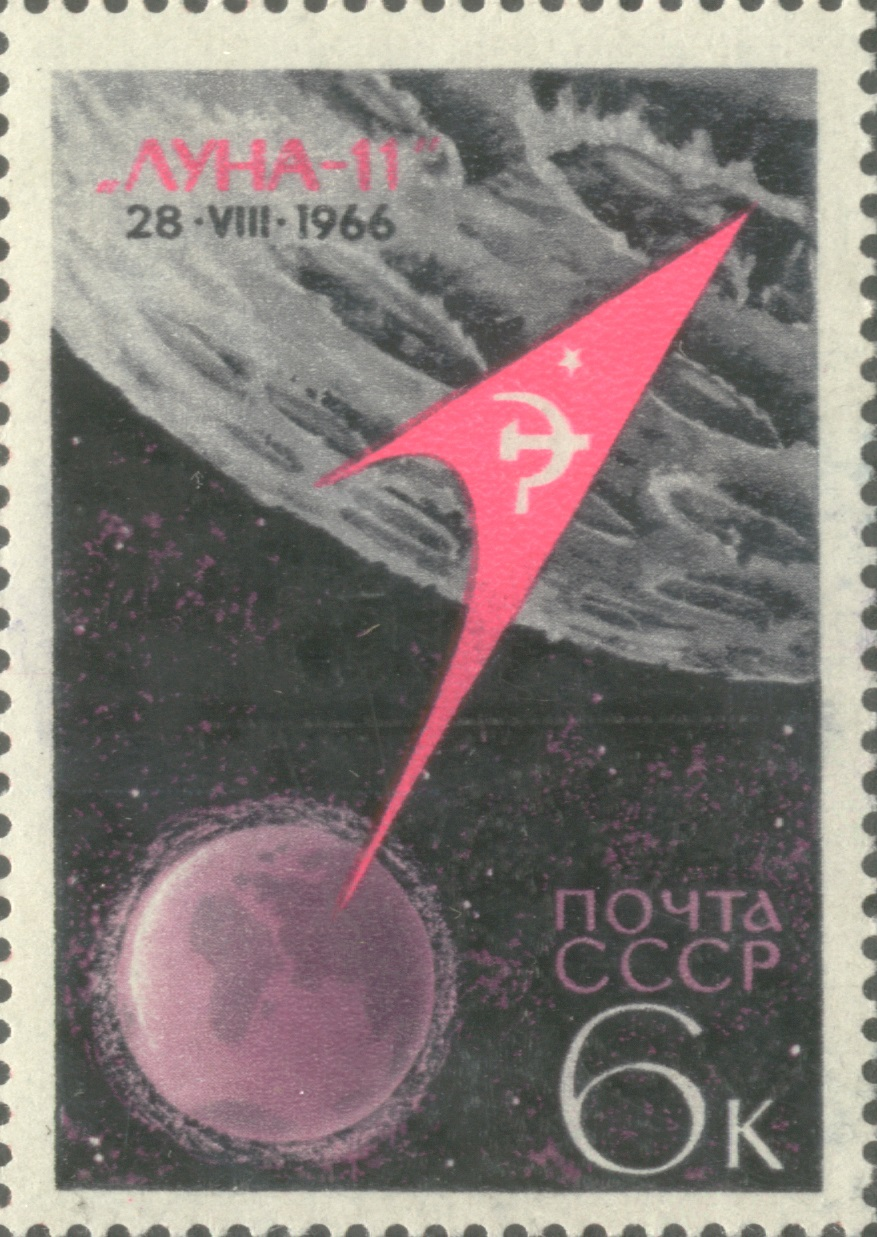
Luna 11 (1966, Michel #3311)
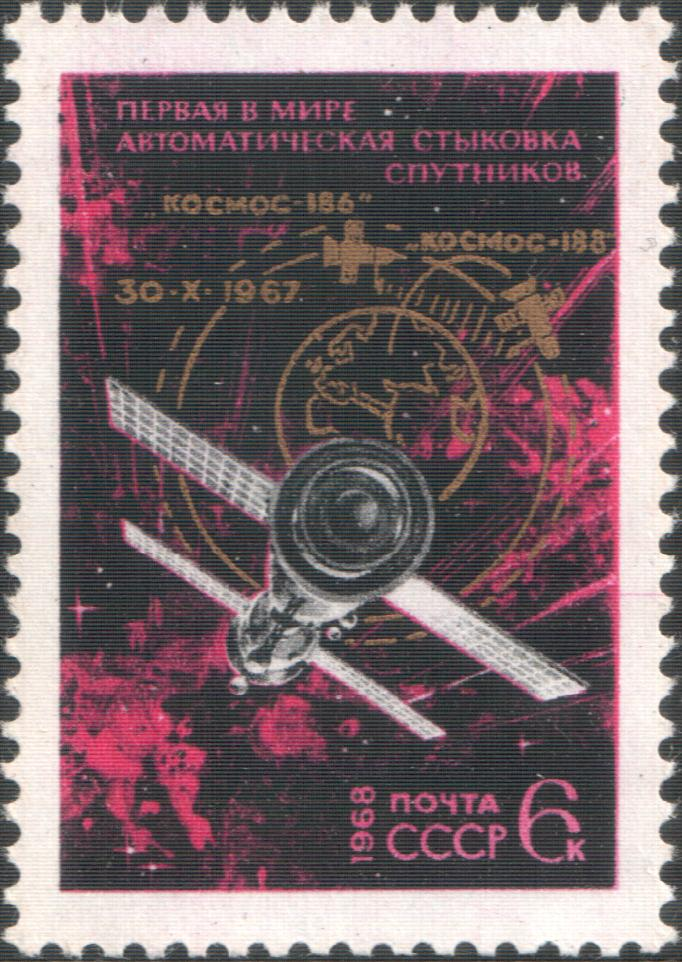
Cosmos 186 y Cosmos 188 (1968, Michel #3477)